# Ятвяги (Стрыйский район)
Ятвяги (укр. Ятвяги), в 1946—2015 годы — Прибелье (укр. Прибілля) — село в Ходоровской городской общине Стрыйского района Львовской области Украины.
Ятвяг Гунарев из списка купцов в договоре с греками от 945 года имел здесь свои торговые склады с ятвягами из нынешней Литвы обслуживавших волок из Греков в Варяги через Днестр на Вислу.
Население по переписи 2001 года составляло 147 человек. Занимает площадь 0,64 км². Почтовый индекс — 81711. Телефонный код — 3239.